# Campalans
|  | Per a altres significats, vegeu «can Campalans». |

Campalans és un mas al terme municipal de Borredà (Berguedà) catalogat a l'Inventari del Patrimoni Arquitectònic de Catalunya. Masia de planta en forma d'"L" amb parament de pedra irregular sense treballar unit amb molt de morter. La coberta és de teula àrab, a dues aigües un costat i l'altre, a una sola vessant. Les obertures són petites, distribuïdes de forma aleatòria, majoritàriament allindanades. Destaquen dues obertures d'arc de mig punt de grans dimensions a la façana posterior del cos secundari. La construcció annexa a ponent del cos principal cobert a dues aigües, data del s. XVIII. Els arcs de mig punt i els balcons, del s. XIX.
Campalans és una de les masies més importants de Borredà durant l'edat mitjana i sobretot a partir del s. XVI, quan manté una estreta relació amb la comunitat agustina de Sant Jaume de Frontanyà. El 1536 Campalans reconeix davant del prior Joan de Pinós que té el priorat la directa senyoria sobre les terres i propietats que posseïa la masia. La família del mas havia adquirit dos masos rònecs, Puigsobirà i Casanova (avui coneguda com a Casa Blanca), amb totes les seves terres. Havien de pagar al prior un impost anual a més dels delmes. Ja al s. XVII la família es ven les terres en petites propietats i cobren un cens; a partir d'aquestes porcions de terra venudes sorgí aquell mateix segle, el poble de St. Jaume de Frontanyà.